# Anacroneuria pacifica
Anacroneuria pacifica is een steenvlieg uit de familie borstelsteenvliegen (Perlidae). De wetenschappelijke naam van de soort is voor het eerst geldig gepubliceerd in 1999 door Rojas & Baena.